# Abdi-Milkutti
Abdi-Milkutti, auch Abdi-Milki, war ein König von Sidon, der sich 677 an einer Revolte gegen die assyrische Vorherrschaft beteiligte, in deren Folge der Großkönig Sîn-aḫḫe-erība die Stadt eroberte. Abdi-Milkutti gelang zunächst die Flucht mit einem Schiff, er wurde nach Ausweis der Annalen des Sîn-aḫḫe-erība später jedoch gefasst und enthauptet.